# Vau i Dejës
Vau i Dejës ([ˌvau i ˈdɛjəs]) es un municipio y villa en el condado de Shkodër, en el noroeste de Albania. El actual municipio se formó en la reforma local de 2015 mediante la fusión de los antiguos municipios de Bushat, Hajmel, Shllak, Temal, Vau i Dejës y Vig-Mnelë, que pasaron a ser unidades municipales. La capital del municipio es la villa de Vau i Dejës, tiene una población total de 30 438 habitantews (censo de 2011), en un área total de 499.09 km². La población del antiguo municipio en sus límites de 2011 era de 8117 habitantes.

## Clima
| Parámetros climáticos promedio de Vau i Dejës | Parámetros climáticos promedio de Vau i Dejës | Parámetros climáticos promedio de Vau i Dejës | Parámetros climáticos promedio de Vau i Dejës | Parámetros climáticos promedio de Vau i Dejës | Parámetros climáticos promedio de Vau i Dejës | Parámetros climáticos promedio de Vau i Dejës | Parámetros climáticos promedio de Vau i Dejës | Parámetros climáticos promedio de Vau i Dejës | Parámetros climáticos promedio de Vau i Dejës | Parámetros climáticos promedio de Vau i Dejës | Parámetros climáticos promedio de Vau i Dejës | Parámetros climáticos promedio de Vau i Dejës | Parámetros climáticos promedio de Vau i Dejës |
| Mes                                           | Ene.                                          | Feb.                                          | Mar.                                          | Abr.                                          | May.                                          | Jun.                                          | Jul.                                          | Ago.                                          | Sep.                                          | Oct.                                          | Nov.                                          | Dic.                                          | Anual                                         |
| --------------------------------------------- | --------------------------------------------- | --------------------------------------------- | --------------------------------------------- | --------------------------------------------- | --------------------------------------------- | --------------------------------------------- | --------------------------------------------- | --------------------------------------------- | --------------------------------------------- | --------------------------------------------- | --------------------------------------------- | --------------------------------------------- | --------------------------------------------- |
| Temp. máx. abs. (°C)                          | 20                                            | 21                                            | 24                                            | 27                                            | 34                                            | 39                                            | 45                                            | 44                                            | 36                                            | 31                                            | 26                                            | 22                                            | 45                                            |
| Temp. máx. media (°C)                         | 9                                             | 11                                            | 15                                            | 19                                            | 24                                            | 28                                            | 32                                            | 32                                            | 27                                            | 21                                            | 15                                            | 11                                            | 20.3                                          |
| Temp. mín. media (°C)                         | 1                                             | 3                                             | 6                                             | 9                                             | 13                                            | 17                                            | 20                                            | 20                                            | 16                                            | 11                                            | 7                                             | 3                                             | 10.5                                          |
| Temp. mín. abs. (°C)                          | -14                                           | -12                                           | -7                                            | -4                                            | -1                                            | 7                                             | 10                                            | 9                                             | 1                                             | -1                                            | -6                                            | -10                                           | -14                                           |
| Precipitación total (mm)                      | 191                                           | 168                                           | 160                                           | 144                                           | 90                                            | 64                                            | 38                                            | 66                                            | 122                                           | 166                                           | 240                                           | 213                                           | 1662                                          |
| Fuente: weather.com                           |                                               |                                               |                                               |                                               |                                               |                                               |                                               |                                               |                                               |                                               |                                               |                                               |                                               |